# 小津村 (岐阜県)
小津村（おづむら）は、かつて岐阜県揖斐郡に存在した村。
現在の揖斐郡揖斐川町小津（旧・久瀬村の一部）に該当する。
当村発足時は池田郡の村であったが、郡の合併で揖斐郡の村となっている。

## 歴史
- 1889年（明治22年）7月1日 - 町村制施行により、小津村が発足。
- 1897年（明治30年）4月1日[2] - 池田郡が大野郡の一部と合併して揖斐郡となる。当村は揖斐郡の村となる。
- 1897年（明治30年）4月1日 - 日坂村、西津汲村、外津汲村、三倉村、乙原村、樫原村、東津汲村、東横山村、西横山村、鶴見村、東杉原村と合併し久瀬村発足。同日小津村は廃止。